# كريس برانت (لاعب كرة قدم)
كريس برانت (بالإنجليزية: Chris Brunt)‏ هو لاعب كرة قدم أمريكي في مركز الدفاع، ولد في 1980 في أوماها في الولايات المتحدة. لعب مع تشارلستون بيتري.

## وصلات خارجية
- كريس برانت (لاعب كرة قدم) على موقع الدوري الأمريكي (الإنجليزية)
- كريس برانت (لاعب كرة قدم) على موقع قاعدة بيانات كرة القدم.إي يو (الإنجليزية)